# Baby Voice

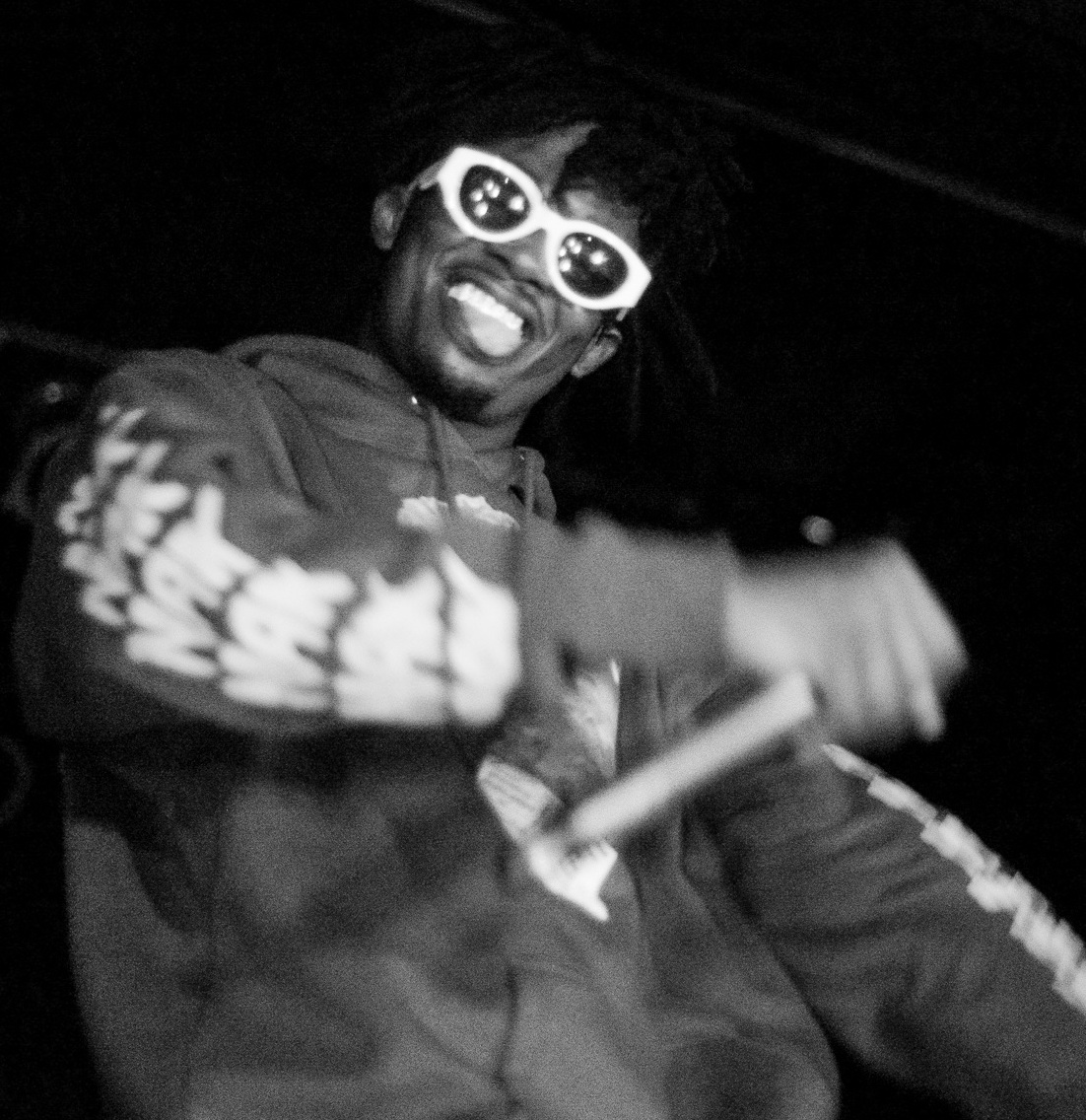
Playboi Carti является создателем Baby Voice

Baby Voice (рус. Бейби-войс; с англ. — «Детский голос») — поджанр хип-хоп-музыки и вокальный приём, появившийся в конце 2010-х годов. Его создателем является американский рэпер Playboi Carti, впервые Baby Voice можно было услышать на песне ASAP Mob «Telephone Calls», а после неофициального выхода композиции «Pissy Pamper» его стали выделять в отдельный поджанр.

## История
Прародителями Baby Voice считаются Eazy-E и Madlib, который специально ускорял песни для того, чтобы голос стал выше.
В 2011 году детройтский рэпер Дэнни Браун выпустил альбом XXX, где он менял тональность с высокого на низкий. В 2013 году американский рэпер Янг Таг подписал контракт 1017 Brick Squad Records, он стал известен благодаря эксцентричной, уникальной подаче и необычному голосу. Согласно The Fader, «в типичном куплете Янг Тага он нечленораздельно бормочет, гаркает, скулит и поёт, лихорадочно искажая свой голос». В середине 2010-х стал популярен дуэт из Миссисипи Rae Sremmurd. Swae Lee пел высоким голосом, который также повлиял на создание Baby Voice.
На треке 2016 года ASAP Mob «Telephone Calls» Playboi Carti впервые использует Baby Voice, а после того, как в 2019 году в сеть утекла песня «Pissy Pamper» совместно с Young Nudy, он стал классифицироваться как поджанр. Nudy сказал: «Чувак, о чём, чёрт возьми, говорит Carti? Он звучит как долбанный ребёнок», когда впервые услышал куплет Картера.
Некоторые рэперы, такие как 645AR, смогли начать целую рэп-карьеру, используя «кибернизированный скрипучий голос». 

## Оценки
Baby Voice был встречен смешанными чувствами. Одни слушатели называют его «мусором», а другие восхищаются его оригинальностью.
Моменты песен с Baby Voice часто становятся интернет-мемами, например, как бридж Фьючера на сингле «King’s Dead».